# Posedlost (film, 1981)
Posedlost (v originále Possession) je francouzsko-německý hraný film z roku 1981, který režíroval Andrzej Żuławski podle vlastního scénáře. Snímek měl světovou premiéru na filmovém festivalu v Cannes dne 25. května 1981.

## Děj
Mark se vrací domů do Berlína, když se ho jeho žena Anna rozhodne opustit. Podezřívá ji, že má milence v osobě Heinricha, stoupence New Age. Ten mu ale řekne, že jeho také opustila kvůli někomu jinému. Jak je Markův vztah s manželkou čím dál napjatější, uvědomuje si, že její nový milenec není člověk.

## Obsazení
| Isabelle Adjaniová | Anna / Helen        |
| Sam Neill          | Mark                |
| Margit Carstensen  | Margit Gluckmeister |
| Heinz Bennent      | Heinrich            |
| Johanna Hofer      | Heinrichova matka   |
| Carl Duering       | detektiv            |
| Shaun Lawton       | Zimmermann          |
| Michael Hogben     | Bob                 |

## Ocenění
- Filmový festival v Cannes: cena za ženský herecký výkon (Isabelle Adjaniová)
- César: nejlepší herečka (Isabelle Adjani)
- Filmový festival v São Paulu: Cena kritiků pro Andrzeje Żuławského
- Fantasporto: zvláštní uznání publika pro Andrzeje Żuławského; cena pro nejlepší herečku (Isabelle Adjaniová)